# Giuseppe Bonno

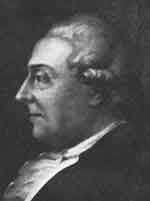
Giuseppe Bonno

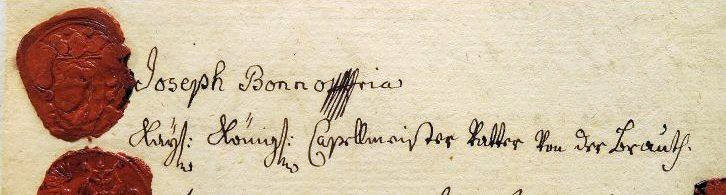
Bonnos Unterschrift mit seinem richtigen Vornamen Joseph

Giuseppe Bonno (* 29. Januar 1711 in Wien; † 15. April 1788 ebenda) – in der Kirche St. Stephan auf den Namen Josephus Johannes Baptista Bonno getauft – war ein österreichischer Komponist.

## Leben
Giuseppe Bonnos Vater, Lucretius Bonno, war ein gebürtiger Italiener und stand als Läufer in kaiserlichen Diensten. Der Sohn erhielt seine erste Ausbildung als Sängerknabe am Wiener Stephansdom durch den dortigen Organisten und Kapellmeister Johann Georg Reinhardt (1676–1742). Danach setzte er seine Studien bei Francesco Durante und Leonardo Leo in Neapel fort. Er kehrte nach zehn Jahren zurück nach Wien und war in der Zeit von 1750 bis 1760 Kapellmeister am Hofe des Prinzen von Sachsen-Hildburghausen. Nach dem Tod von Florian Gassmann war er von 1774 bis zu seiner Pensionierung im Jahr 1788 Kapellmeister der Wiener Hofmusikkapelle. Seine Nachfolge trat Antonio Salieri an.
Im Gegensatz zu seinem heutigen Bekanntheitsgrad war Bonno zu Lebzeiten eine wichtige Persönlichkeit des Wiener Musiklebens, und seine Werke wurden häufig aufgeführt. Die Mehrzahl seiner Kompositionen, darunter vier Oratorien und rund 30 Messen, schuf er für den kirchlichen Gebrauch. Außerdem verfasste er an die 20 Bühnenwerke, darunter einige in direkter Zusammenarbeit mit dem in Wien ansässigen Librettisten Pietro Metastasio, wie etwa L’eroe cinese und L’isola disabitata (beide 1752), sowie L’Atenaide ossia Gli affetti generosi (1762).
Stilistisch sind seine Werke zwischen denen des venezianischen Spätbarocks von Antonio Caldara und Johann Joseph Fux und den klassischen Werken von Christoph Willibald Gluck und Joseph Haydn einzuordnen, aber ebenfalls geprägt von seinem längeren Aufenthalt in Neapel.

## Werke (Auswahl)

### Opern
- Nigella e Nise (1732, Neapel)
- L’amore insuperabile (1736, Wien)
- Trajano (1736, Wien)
- La gara del genio con Giunone (1737, Laxenburg)
- Alessandro Severo (1737, Wien)
- La generosità di Artaserse (1737, Wien)
- La pace richiamata (1738, Wien)
- La pietà di Numa (1738, Wien)
- La vera nobilità (1739, Wien)
- Il natale di Numa Pompilio (1739, Wien)
- Il nume d’Atene (1739, Wien)
- La generosa Spartana (1740, Laxenburg)
- Il natal di Giove (1740, Wien)
- Catone in Utica (Pasticcio, 1742, Wien)
- Il vero omaggio (1743, Schönbrunn)
- Danae (nicht aufgeführt)
- Ezio (nicht aufgeführt)
- L’Armida placata (mit Wagenseil, Luca Antonio Predieri, Hasse und Abos, 1750, Wien)
- Il re pastore (1751, Schönbrunn)
- L’eroe cinese (1752, Schönbrunn)
- L’isola disabitata (1754, Wien)
- Didone abbandonata (1752, nicht aufgeführt)
- L’Atenaide ovvero Gli affetti più generosi (1762, nicht aufgeführt)
- Il sogno si Scipione (1763, Wien)

### Oratorien
- Eleazaro (1739)
- San Paolo in Athene (1740)
- Isacco figura del redentore (1759)
- Il Giuseppe riconosciuto (1774)

### Sonstige Vokalwerke
- La danza (1744, Wien)
- Amor prigioniero („Dialogo per Musica fra’ Diana ed Amore“, vermutlich nicht aufgeführt)

### Instrumental
- Konzert für Flöte und Orchester in G-Dur
- Sinfonia a 4 „a il giorno natalizio di Carlo“
- Sinfonia a 3 in G-Dur
- Sinfonia in D-Dur